# Grand Prix automobile de Pau 1952
Le Grand Prix de Pau 1952 (XIIIe Grand Prix de Pau), disputé sous la réglementation Formule 2 sur le circuit urbain de Pau le 14 avril 1952, est le premier des huit Grands Prix de France organisés en 1952, précédant ceux de Marseille, Paris, Reims, Rouen, Les Sables-d'Olonne, Saint-Gaudens et La Baule. Il fut remporté par Alberto Ascari, sur Ferrari 500.

## Grille de départ du Grand Prix
| 1re ligne | Pos. 3                           |                                  | Pos. 2                           |                                      | Pos. 1                                 |
|           | Macklin HWM-Alta 1 min 46 s 4    |                                  | Villoresi Ferrari 1 min 44 s 0   |                                      | Ascari Ferrari 1 min 43 s 3            |
| 2e ligne  |                                  | Pos. 5                           |                                  | Pos. 4                               |                                        |
|           |                                  | Fischer Ferrari 1 min 46 s 9     |                                  | De Graffenried Maserati 1 min 46 s 4 |                                        |
| 3e ligne  | Pos. 8                           |                                  | Pos. 7                           |                                      | Pos. 6                                 |
|           | Rosier Ferrari 1 min 48 s 3      |                                  | Collins HWM-Alta 1 min 47 s 9    |                                      | Manzon Simca-Gordini 1 min 47 s 4      |
| 4e ligne  |                                  | Pos. 10                          |                                  | Pos. 9                               |                                        |
|           |                                  | Behra Simca-Gordini 1 min 48 s 9 |                                  | Pagani Maserati 1 min 48 s 8         |                                        |
| 5e ligne  | Pos. 13                          |                                  | Pos. 12                          |                                      | Pos. 11                                |
|           | Claes Simca-Gordini 1 min 51 s 2 |                                  | Trintignant Ferrari 1 min 49 s 1 |                                      | Giraud-Cabantous HWM-Alta 1 min 49 s 1 |
| 6e ligne  |                                  | Pos. 15                          |                                  | Pos. 14                              |                                        |
|           |                                  | Stuck AFM 1 min 54 s 1           |                                  | Bayol O.S.C.A. 1 min 52 s 2          |                                        |
| 7e ligne  |                                  |                                  | Pos. 17                          |                                      | Pos. 16                                |
|           |                                  |                                  | Scotti Ferrari pas de temps      |                                      | Martin Jicey pas de temps              |

## Classement de la course
| Pos. | no | Pilote                  | Voiture       | Tours | Temps/Abandon    | Grille | Pts |
| ---- | -- | ----------------------- | ------------- | ----- | ---------------- | ------ | --- |
| 1    | 32 | Alberto Ascari          | Ferrari       | 99    | 3 h 5 min 6 s    | 1      | 9   |
| 2    | 12 | Louis Rosier            | Ferrari       | 96    | + 3 tours        | 8      | 6   |
| 3    | 4  | Jean Behra              | Simca-Gordini | 94    | + 5 tours        | 10     | 4   |
| 4    | 10 | Élie Bayol              | O.S.C.A.      | 92    | + 7 tours        | 14     | 3   |
| 5    | 26 | Eugène Martin           | Jicey         | 89    | + 10 tours       | 16     | 2   |
| 6    | 16 | Emmanuel de Graffenried | Maserati      | 89    | + 10 tours       | 4      |     |
| 7    | 20 | Lance Macklin           | HWM-Alta      | 86    | + 13 tours       | 3      |     |
| 8    | 36 | Luigi Villoresi         | Ferrari       | 78    | Accident         | 2      |     |
| 9    | 8  | Johnny Claes            | Simca-Gordini | 71    | Transmission     | 13     |     |
| 10   | 6  | Robert Manzon           | Simca-Gordini | 66    | Accident         | 6      |     |
| 11   | 14 | Maurice Trintignant     | Ferrari       | 62    | Moteur           | 12     |     |
| 12   | 30 | Hans Stuck              | AFM           | 49    | Moteur           | 15     |     |
| Abd. | 18 | Nello Pagani            | Maserati      | 44    | Moteur           | 9      |     |
| Abd. | 22 | Peter Collins           | HWM-Alta      | 42    | Transmission     | 7      |     |
| Abd. | 34 | Piero Scotti            | Ferrari       | 8     | Moteur ?         | 17     |     |
| Abd. | 28 | Rudi Fischer            | Ferrari       | 4     | Conduite d'huile | 5      |     |
| Abd. | 24 | Yves Giraud-Cabantous   | HWM-Alta      | 4     | Tête-à-queue     | 11     |     |

Légende :
- Abd.=Abandon (Suivant le règlement du Grand Prix, 5 pilotes ayant abandonné sont quand même classés, car ayant accompli plus de 45 tours[2].)
- Les points sont comptabilisés pour le classement global des Grands Prix de France, suivant le même principe que le championnat du monde des pilotes[3].

## Tours en tête
- Alberto Ascari : 99 tours (1-99)